# Ib Dalsfledt
Ib Dalsfledt (født 5. januar 1933) er en dansk politiker, der tidligere har repræsenteret Fremskridtspartiet og Dansk Folkeparti i Assens Byråd og Fyns Amtsråd. 
Dalsfledt er uddannet inden for Civilforsvaret. I 1965 blev han brandinspektør i Assens Kommune og samtidig leder af Civilforsvaret på Vestfyn. 
Som folkevalgt fik han sin debut i 1989 i Assens Byråd, hvor han blev indvalgt for Fremskridtspartiet. Han sad i byrådet frem til 2001 og var viceborgmester og formand for teknisk udvalg. I 1993 blev han tillige medlem af Fyns Amtsråd og formand for amtets social- og psykiatriudvalg. Han havde desuden sæde i økonomiudvalget. Dalsfledt var i sin tid som folkevalgt ofte de svagestes talerør. 
Da partileder Pia Kjærsgaard i 1995 dannede Dansk Folkeparti, fulgte han som det første amts- og byrådsmedlem over i det nye parti. Han brød i 2004 med Dansk Folkeparti som følge af utilfredshed med partiets holdning til kommunalreformen og sygehusvæsenet. Han fortsatte som løsgænger frem til amtets nedlæggelse i 2007. 
Flere frivillige foreninger har på et eller andet tidspunkt nydt godt af Dalsfledt, der bl.a. har været lokalformand for Kræftens Bekæmpelse, Røde Kors og Dyrenes Beskyttelse, og han er stadig aktiv, når eksempelvis ministre lancerer negative tiltag vedrørende miljø, natur og dyreliv i Danmark. 
Var 2006-2007 konsulent på Tvind-institutionen Nakkebølle ved Faaborg. Udgav 2009 bogen "Ærlighed varer længst". Udgav 2012 børnebogen "Buenos Dias Samson". Har i en årrække boet i Gran Alacant, Spanien, men residerer nu i Kogsbølle ved Nyborg sammen med sin hustru Pia.
Dalsfledt er desuden kendt for sine specielle, rammende citater, f.eks.:
"Man kan ikke tillade sig at fortryde, at man ikke gjorde det, man havde lyst til og mulighed for"
"Der er en forklaring på alt, men det er ikke alt, der kan forklares, og det er heller ikke alt, der bør forklares"
"Ærlighed varer længst, men det er ikke altid, det kan betale sig" 